# چرکسیه
چرکسیه (‎/sɜːrˈkæʃə/‎; آدیغی: Адыгэ Хэку; روسی: Черке́сия; گرجی: ჩერქეზეთი; عربی: شيركاسيا; ترکی استانبولی: Çerkesya) منطقه ای در شمال قفقاز و حاشیهٔ دریای سیاه است. چرکسیه سرزمین اجدادی مردم چرکس است.
چرکسیه سرزمینی تاریخی در شمال قفقاز در امتداد ساحل شمال شرقی دریای سیاه بود. این کشور در طول جنگ روسیه و چرکس (۱۷۶۳–۱۸۶۴) توسط روسیه تسخیر و اشغال شد، پس از آن ۹۰٪ از مردم چرکس یا از منطقه تبعید شدند یا در نسل‌کشی چرکس قتل‌عام شدند.
چرکس‌ها در اوایل قرون وسطی و دوران باستان بر شمال رودخانه کوبان تسلط داشتند، اما با حملات امپراتوری مغول، اردوی زرین و خانات کریمه، از جنوب کوبان عقب‌نشینی کردند و قلمرو آنها از تامان امتداد یافت.
مغول‌ها از سال ۱۲۲۳ به قفقاز حمله کردند، تعدادی از چرکس‌ها و بیشتر آلان‌ها را نابود کردند. چرکس‌ها که بیشتر زمین‌های خود را در جریان حملات اردوی زرین از دست دادند، مجبور شدند تا پشت رودخانه کوبان عقب‌نشینی کنند. در سال ۱۳۹۵، چرکس‌ها جنگ‌های خشونت‌باری را علیه تیمورلنگ انجام دادند، و اگرچه چرکس‌ها در جنگ‌ها پیروز شدند، تیمورلنگ چرکسیه را غارت کرد.
در طول جنگ روسیه و چرکس، امپراتوری روسیه، چرکس را به عنوان یک منطقه مستقل به رسمیت نشناخت و علیرغم اینکه هیچ کنترل یا مالکیتی بر منطقه نداشت، با آن به عنوان سرزمین روسیه تحت اشغال شورشیان رفتار کرد.
در سال ۱۸۶۱، تزار روسیه الکساندر دوم علناً سیاست امپراتوری را به عنوان اخراج همه چرکس‌ها اعلام کرد و به دنبال آن برنامه‌های روسی‌سازی و مسیحی‌سازی شهرک‌نشین-استعماری توسط دولت در سراسر قفقاز اجرا شد.

## دین
تاریخ ثبت شده نشان می‌دهد که در نتیجه نفوذ بیزانس، مسیحیت برای اولین بار در سراسر چرکس بین قرن‌های سوم و پنجم پس از میلاد گسترش یافت. گسترش مذهب کاتولیک تنها با فتح قسطنطنیه توسط لاتین توسط صلیبیون و تأسیس دولت لاتین امکان‌پذیر شد.
دین کاتولیک توسط چرکس‌ها به پیروی از فرزخت، شخصیت برجسته ای که کمک زیادی به گسترش این دین در کشور خود کرد، پذیرفته شد. پاپ در سال ۱۳۳۳ نامه‌ای برای او فرستاد و از زحماتش تشکر کرد و این نشان از قدردانی او بود.
مسیحیت در چرکس سقوط نهایی خود را در قرن هجدهم تجربه کرد، زمانی که همه چرکس‌ها اسلام را پذیرفتند.
اسلام در سال ۸۱۵ پس از میلاد با تلاش دو واعظ عرب به نام‌های ابواسحاق و محمد کندی وارد چرکس شد و اولین جامعه مسلمانان چرکس با تعداد کمی از پیروان تأسیس شد. جامعه کوچک مسلمان در چرکس از قرون وسطی وجود داشته است، اما پذیرش گسترده اسلام پس از سال ۱۷۱۷ اتفاق افتاد. علمای چرکسی که در امپراتوری عثمانی تحصیل کرده بودند، گسترش اسلام را تقویت کردند.